# Rosovice
Rosovice település Csehországban, a Příbrami járásban. Rosovice Obořiště, Kotenčice, Dobříš, Buková u Příbramě és Dlouhá Lhota településekkel határos. Lakosainak száma 885 fő (2024. január 1.).

## Népesség
A település lakosságának változását az alábbi diagram mutatja:
| Lakosok száma | 1024 | 1129 | 1035 | 827  | 718  | 735  | 794  | 813  | 855  | 885  |
|               | 1869 | 1890 | 1921 | 1950 | 1980 | 2001 | 2017 | 2019 | 2022 | 2024 |